# La Sauve
La Sauve es una comuna francesa, situada en el departamento de la Gironda, en la región de Aquitania en el suroeste de Francia. 
La antigua abadía de la Selva Mayor se encuentra incluida como parte del lugar Patrimonio de la Humanidad llamado «Caminos de Santiago de Compostela en Francia» (Código 868-008), así como la iglesia de Saint-Pierre (868-009)

## Geografía
Bastide del área urbana de Burdeos, La Sauve se encuentra en la región natural de Entre-deux-Mers.

### Municipios vecinos
Las ciudades vecinas son Camiac-et-Saint-Denis al noreste, Espiet al noreste, Saint-Léon al este, Targon al sureste, Capian al sursureste, Haux al suroeste, Creon al oeste y Cursan al noroeste.
| Noroeste: Cursan | Norte: Camiac-et-Saint-Denis | Nordeste: Espiet |
| Oeste: Créon     |                              | Este: Saint-Léon |
| Suroeste: Haux   | Sur: Capian                  | Sureste: Targon  |

### Vías de comunicación y transporte
La ciudad está en la carretera nacional 671 entre Sallebœuf y Sauveterre-de-Guyenne.

### Hidrografía
El arroyo Gestas nace en el término municipal y confluye, hacia el norte, con el Dordoña, a la altura de Vayres, y por el Grand Estey que nace en el límite del término municipal y que confluye, hacia el sur con el Garona.

## Demografía
| 793             | 857 | 843 | 1004 | 1100 | 1213 | 1333 | 1364 | 1417 | 1437 | 1546 |
| (Fuente: INSEE) |     |     |      |      |      |      |      |      |      |      |

## Urbanismo

### Tipología
La Sauve es un municipio rural, por ser uno de los municipios con poca o muy poca densidad, en el sentido de la tabla de densidad municipal del INSEE.
Además, el municipio forma parte del área de atracción de Burdeos, de la que es un municipio de la corona. Esta área, que incluye 275 communes, se clasifica en áreas con 700 000 habitants o más (fuera de París).

## Toponimia
El nombre del pueblo proviene de la palabra latina silva que significa "bosque"; el nombre de la abadía conocida como La Sauve Majeure proviene del latín silva major que significa "gran bosque"o preferiblemente "bosque más antiguo”. Además, el calificativo "Mayor", que es un calificativo de clasificación católica para compararlo con Sainte-Marie-Majeure y otras basílicas "mayores", solo se aplica a la abadía. El pueblo recuerda su laicismo colocándolo en la pared de la escuela de La Sauve.
En occitano, el nombre del municipio es La Seuva. Una variante local, La Seuga, menos etimológica, está atestiguada en el Atlas Lingüístico y Etnográfico de Gascuña '

## Historia
La ciudad fue, en la Edad Media, la capital de Entre-deux-Mers . La abadía, fundada por Gérard de Corbie, recaudaba los peajes exigidos al cruzar los puentes del Garona y del Dordoña y los impuestos impuestos a los habitantes que estaban bajo su soberanía oa los comerciantes que le pagaban diversos derechos. En ese momento, la ciudad contaba con más de sesenta carnicerías, lo que da fe de su importancia. venía gente de decenas de kilómetros a la redonda. El "mercado" de la ciudad era uno de los más importantes de la región.
Durante la Revolución, la parroquia de Saint-Pierre de La Sauve formó el municipio de La Sauve.

## Política y Administración
El municipio de La Sauve forma parte del distrito de Burdeos. Tras la división territorial de 2014 que entró en vigor con motivo de las elecciones departamentales de 2015, el municipio fue trasladado del cantón remodelado de Créon al nuevo cantón de Entre-deux-Mers.  La Sauve también forma parte de la comunidad de municipios de Créonnais, miembro del País del Centro de Entre-deux-Mers.

## Gentilicio
Los habitantes de La Sauve se llaman los Sauvoises (en singular, Sauvois).

## Cultura local y patrimonio

### Lugares y monumentos
- Ruinas de la abadía de la Selva Mayor, clasificadas como monumentos históricos desde 1840,[12] gestionadas por los Monumentos Históricos.
- Iglesia de San Pedro,[13] catalogada como monumento histórico desde 1920.[14]
- Órgano de Gounod, clasificado como monumento histórico desde 2009.[15]
- Prisión comunal construida en el XIX XIX. siglo habiendo recibido un solo prisionero durante su historia. Con sus dos celdas, es una de las prisiones más pequeñas de Francia.[16]
- Mercado en la Place Saint-Jean, frente al ayuntamiento.

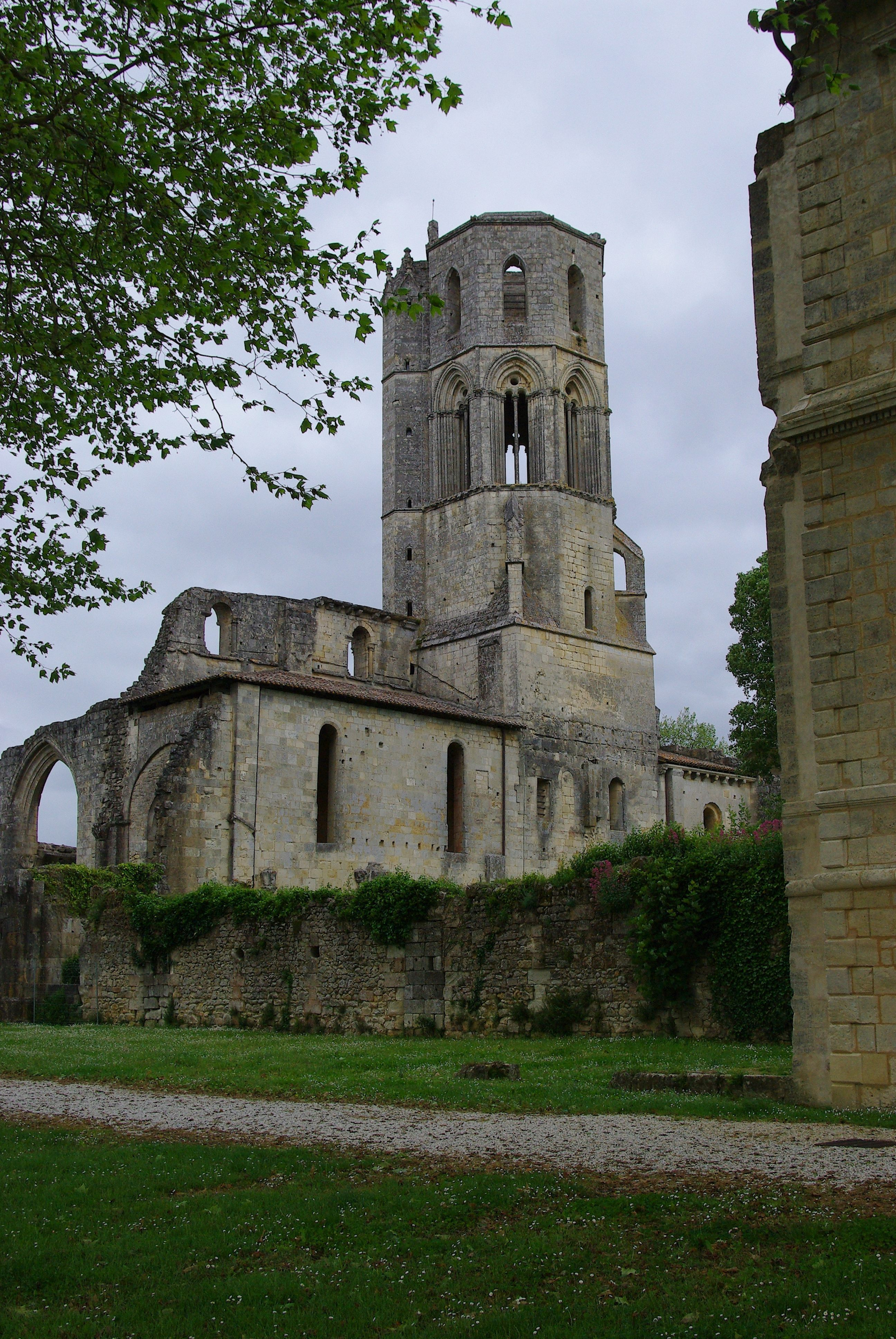
Vista noreste de la abadía.
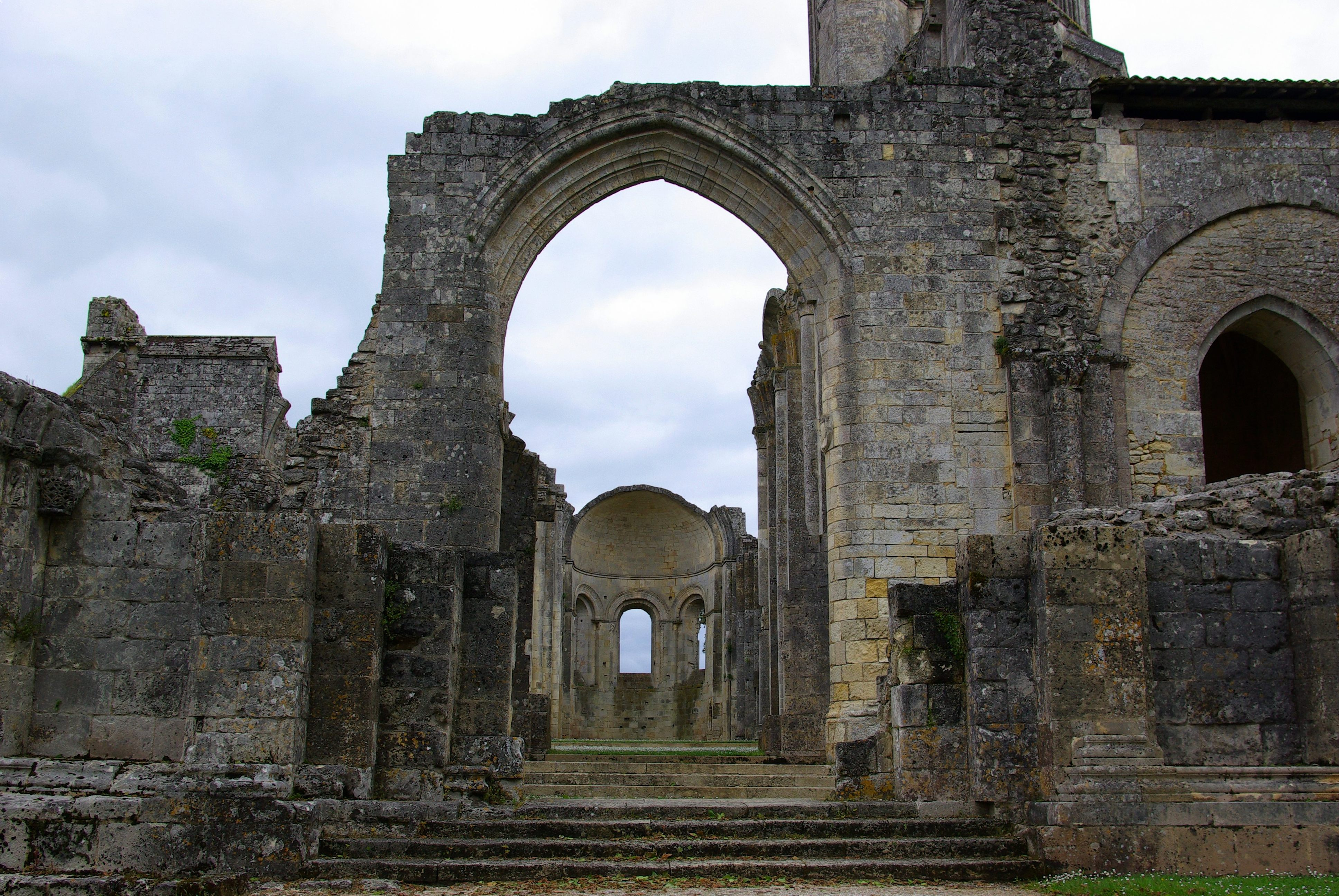
Entrada a la nave.
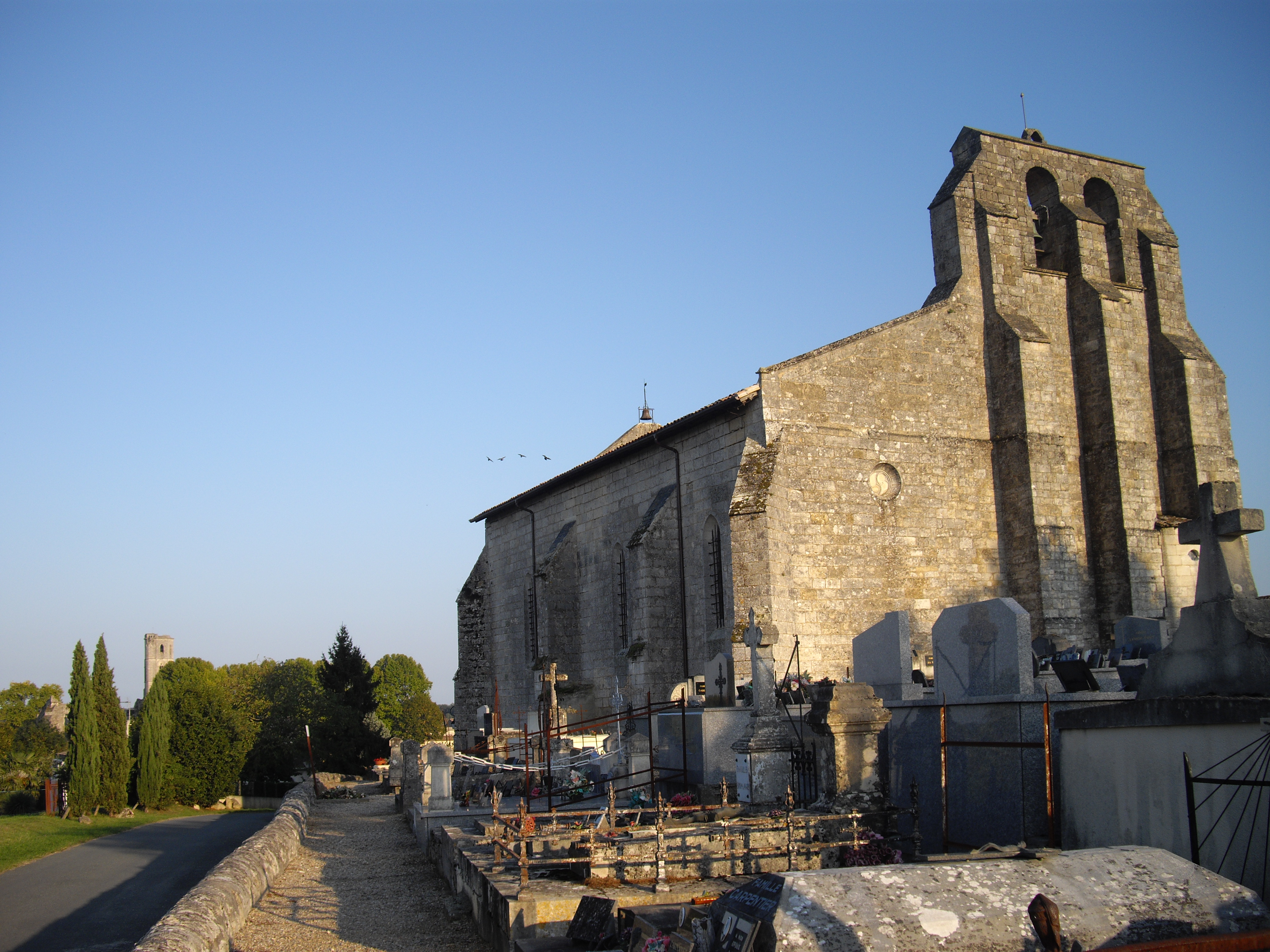
Iglesia de San Pedro.
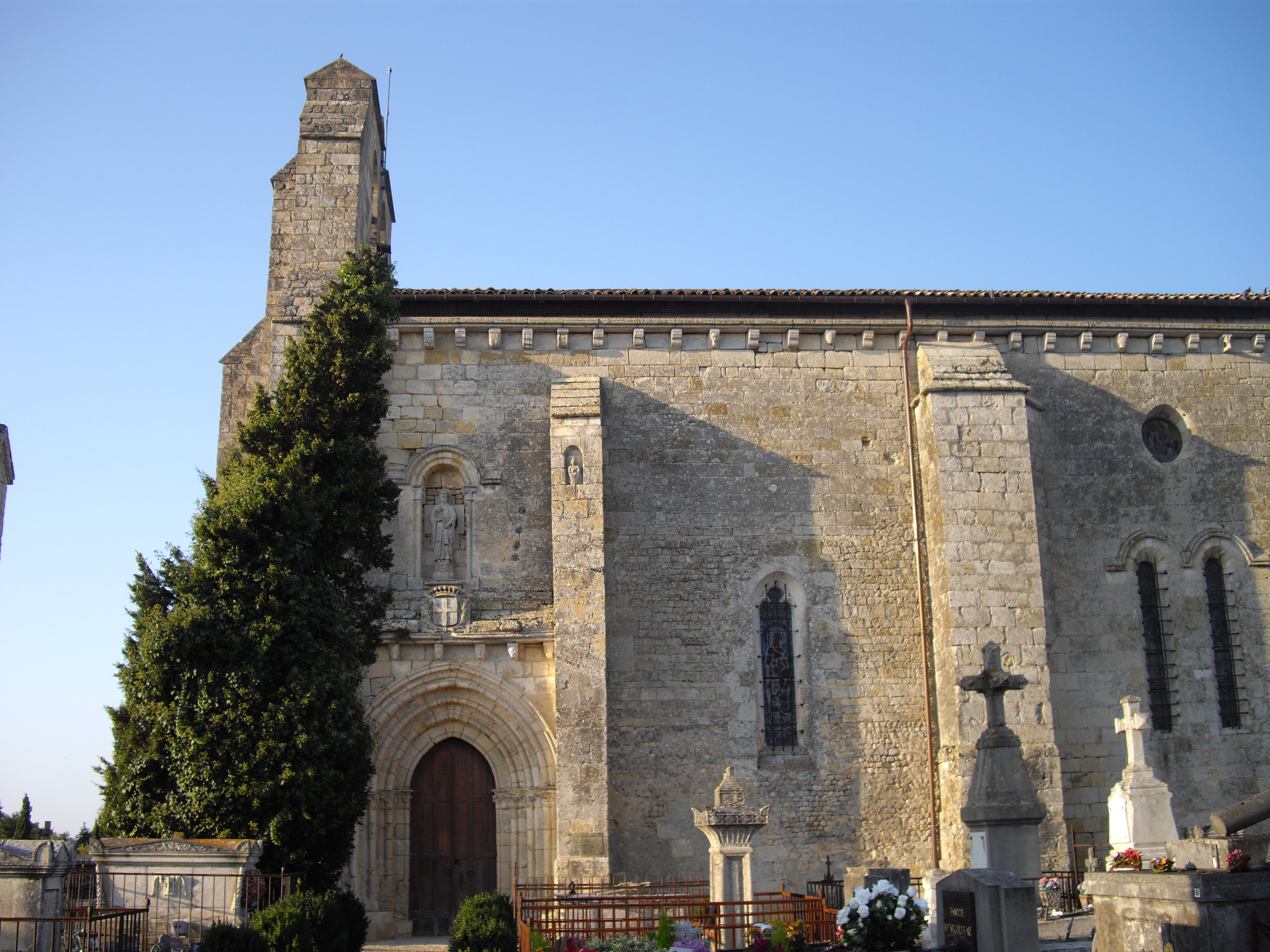
Iglesia de San Pedro.
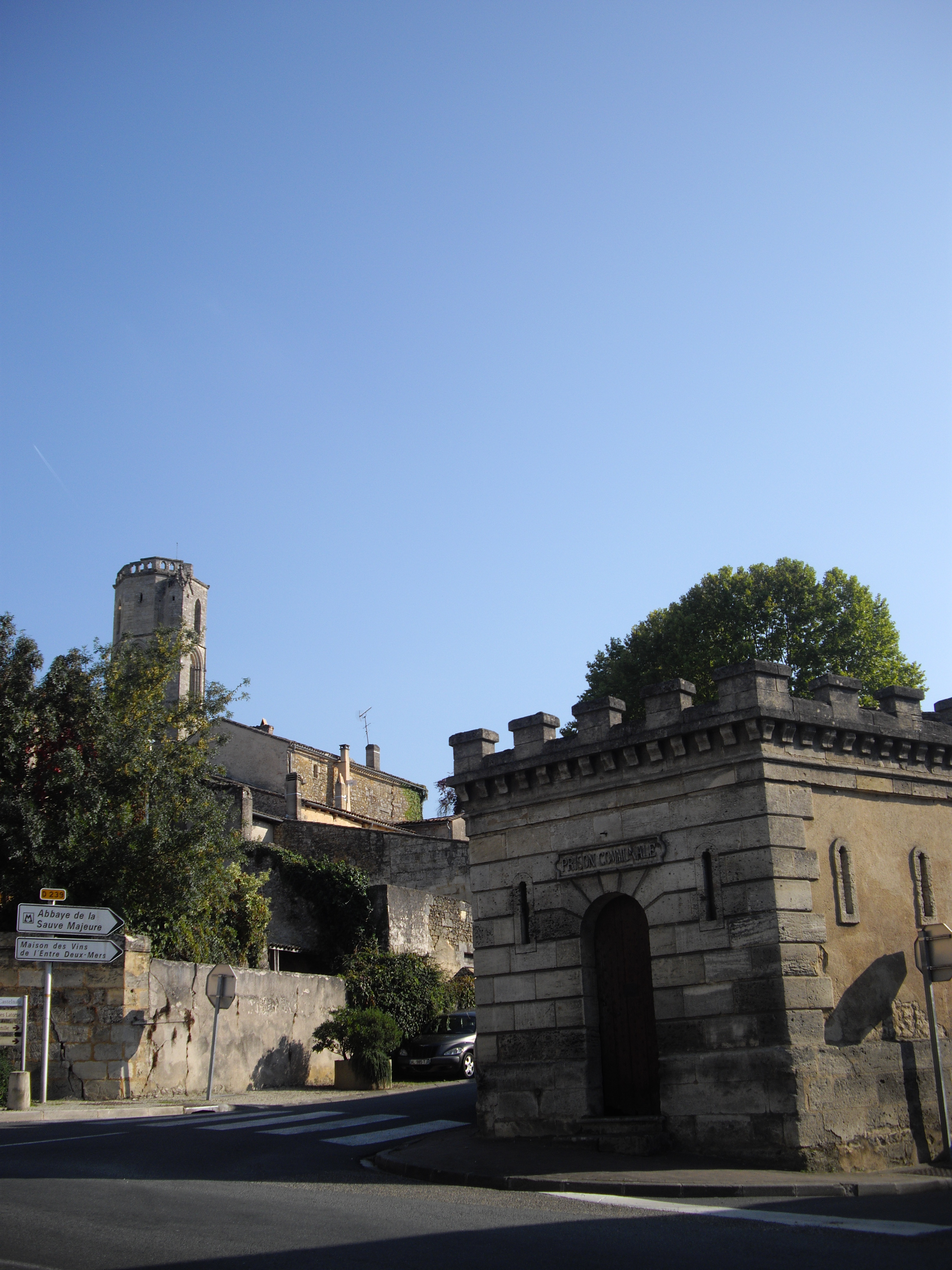
La prisión.
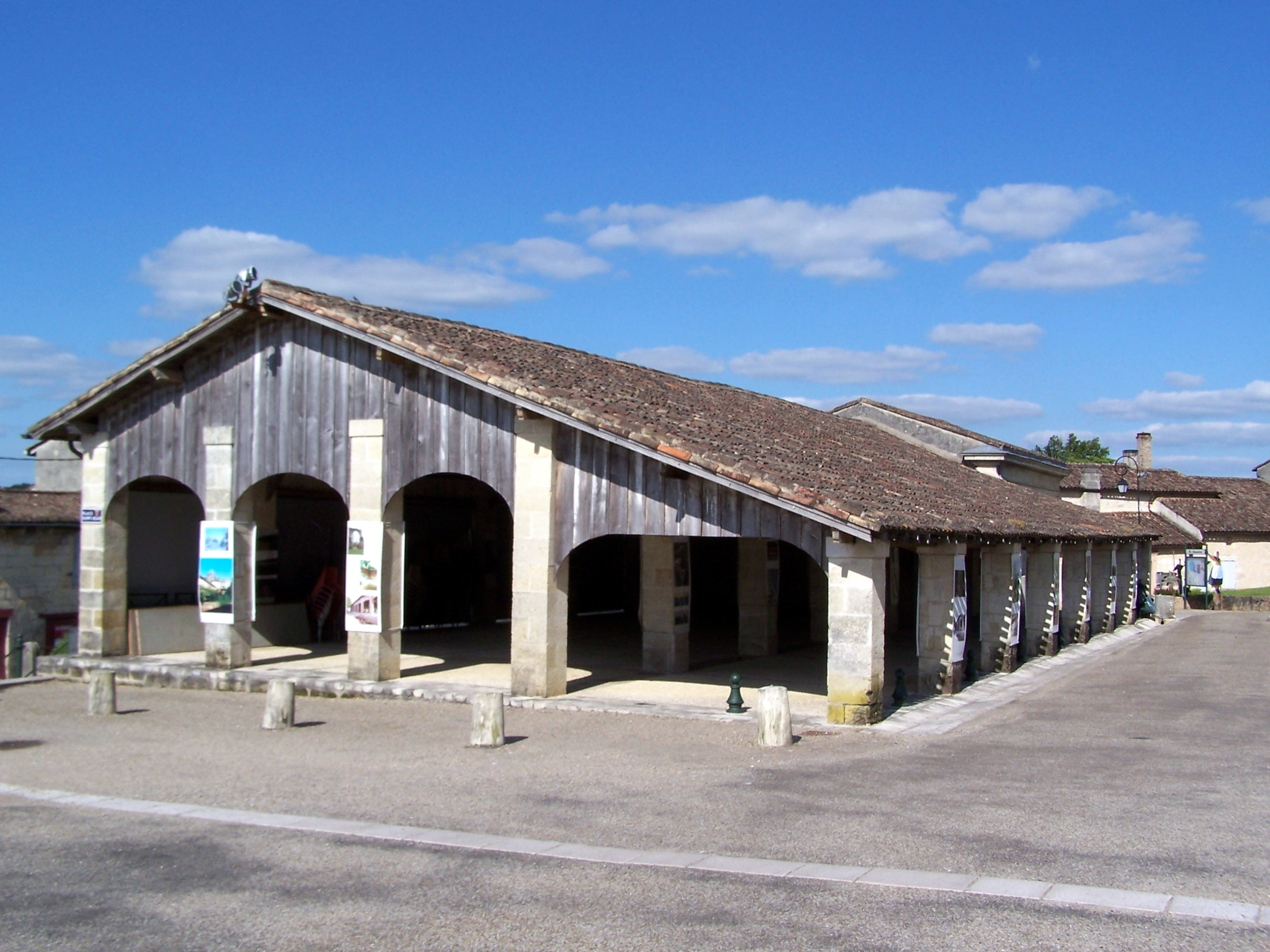
El mercado de la plaza Saint-Jean (junio 2013) .
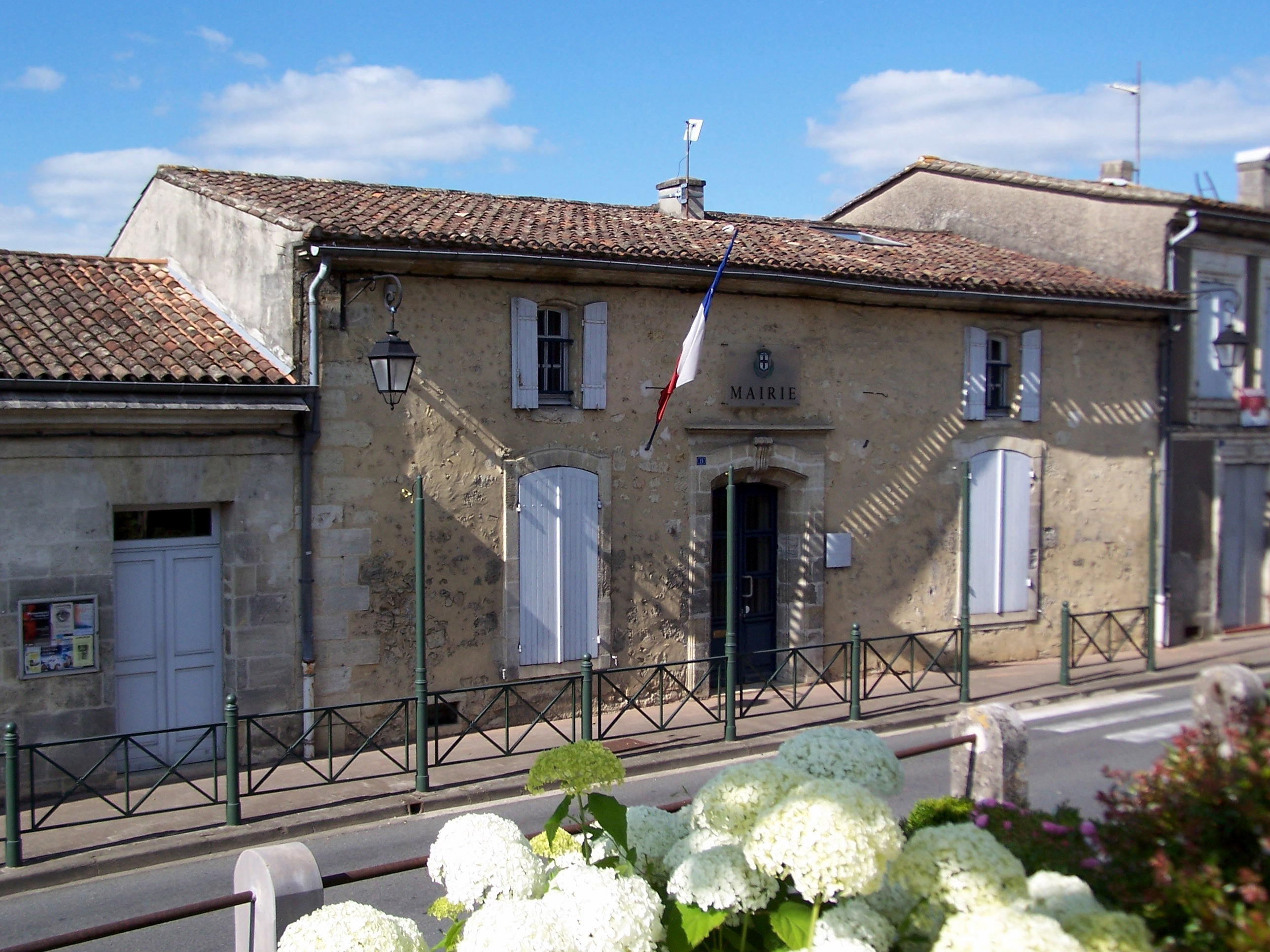
El ayuntamiento (junio 2013) .
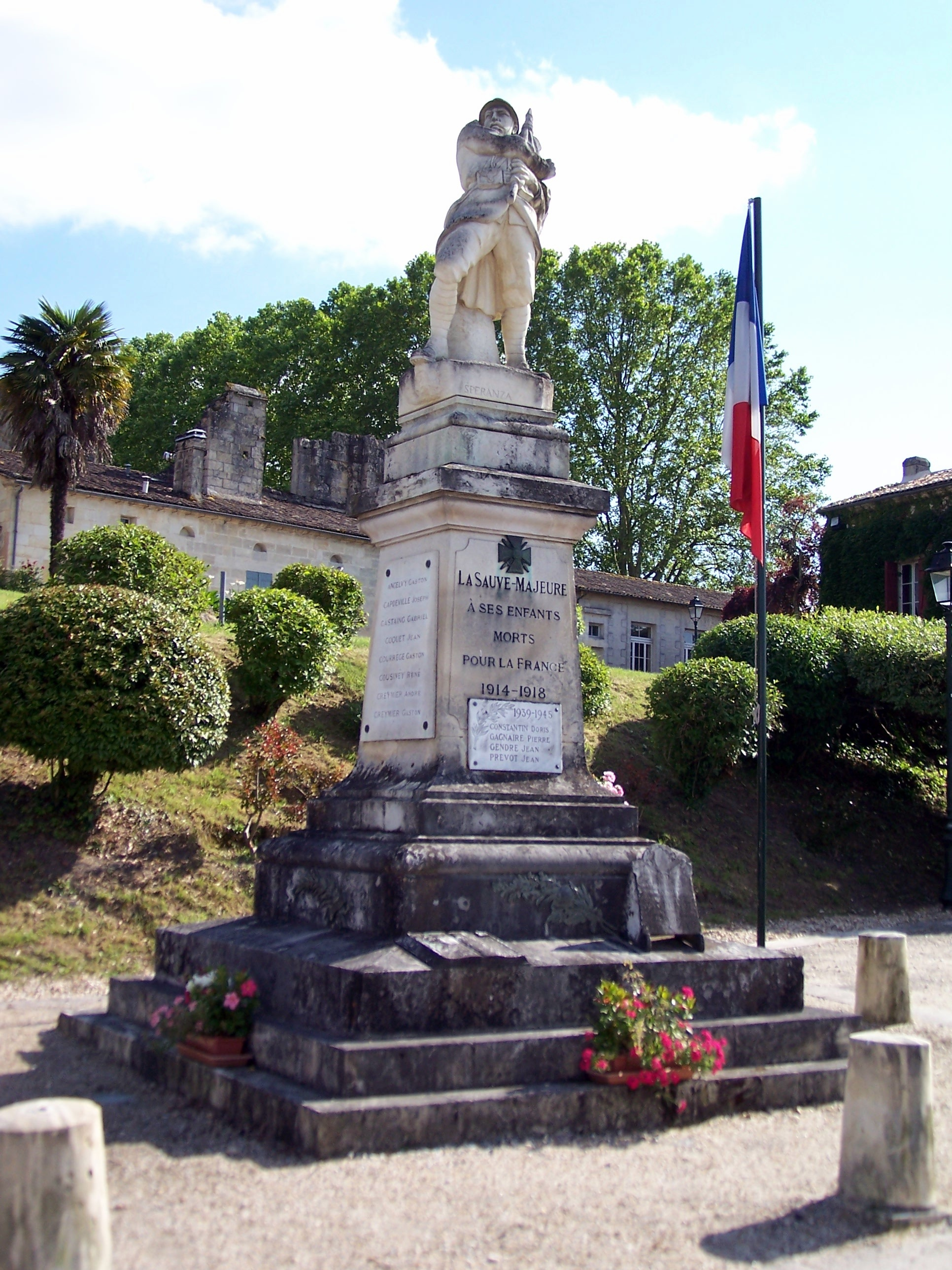
El monumento a los caídos en la plaza Saint-Jean (junio 2013) .

### Personalidades vinculadas al municipio
- San Gerardo de Corbie (ca 1025-1095), monje fundador de la abadía.

### Heráldica
|  | De azur a la cruz recortada con el pie fijado, cosido de gules, resarcetada de lo mismo y cargada en corazón de una cruzeta centellada en almendra de oro sobrecargada de cuatro otelos de lo mismo adosadas en cruz, la cruz cantoneda de cuatro torres de argén abiertas y aclaradas del campo, en comble de azur cargado de una estrella de oro. |